# Kazuhiko Sugawara
Kazuhiko Sugawara (japanisch 菅原 和彦, Sugawara Kazuhiko;* 1. Mai 1927 in Tomakomai; † 27. Oktober 1962) war ein japanischer Eisschnellläufer.
Sugawara nahm von 1943 bis 1952 an nationalen Rennen teil und startete nur in der Saison 1950/51 sowie 1951/52 international. Dabei belegte er bei der Mehrkampfweltmeisterschaft 1951 in Davos den 15. Platz und bei der Mehrkampfweltmeisterschaft 1952 in Hamar den zehnten Platz im Großen Vierkampf. Bei seiner einzigen Teilnahme an Olympischen Winterspielen im Februar 1952 in Oslo lief er auf den 15. Platz über 5000 m und auf den siebten Rang über 10.000 m. Bei japanischen Mehrkampfmeisterschaften siegte im Jahr 1947 über 5000 m und im Jahr 1948 im Mehrkampf.

## Persönliche Bestleistungen
| Disziplin | Zeit        | Datum            | Ort       |
| --------- | ----------- | ---------------- | --------- |
| 500 m     | 44,2 s      | 3. Februar 1951  | Davos     |
| 1500 m    | 2:26,4 min  | 2. März 1952     | Hamar     |
| 3000 m    | 5:08,0 min  | 19. Januar 1952  | Östersund |
| 5000 m    | 8:35,0 min  | 9. Februar 1952  | Hamar     |
| 10.000 m  | 17:34,0 min | 19. Februar 1952 | Oslo      |